# ハンス・ドミニク

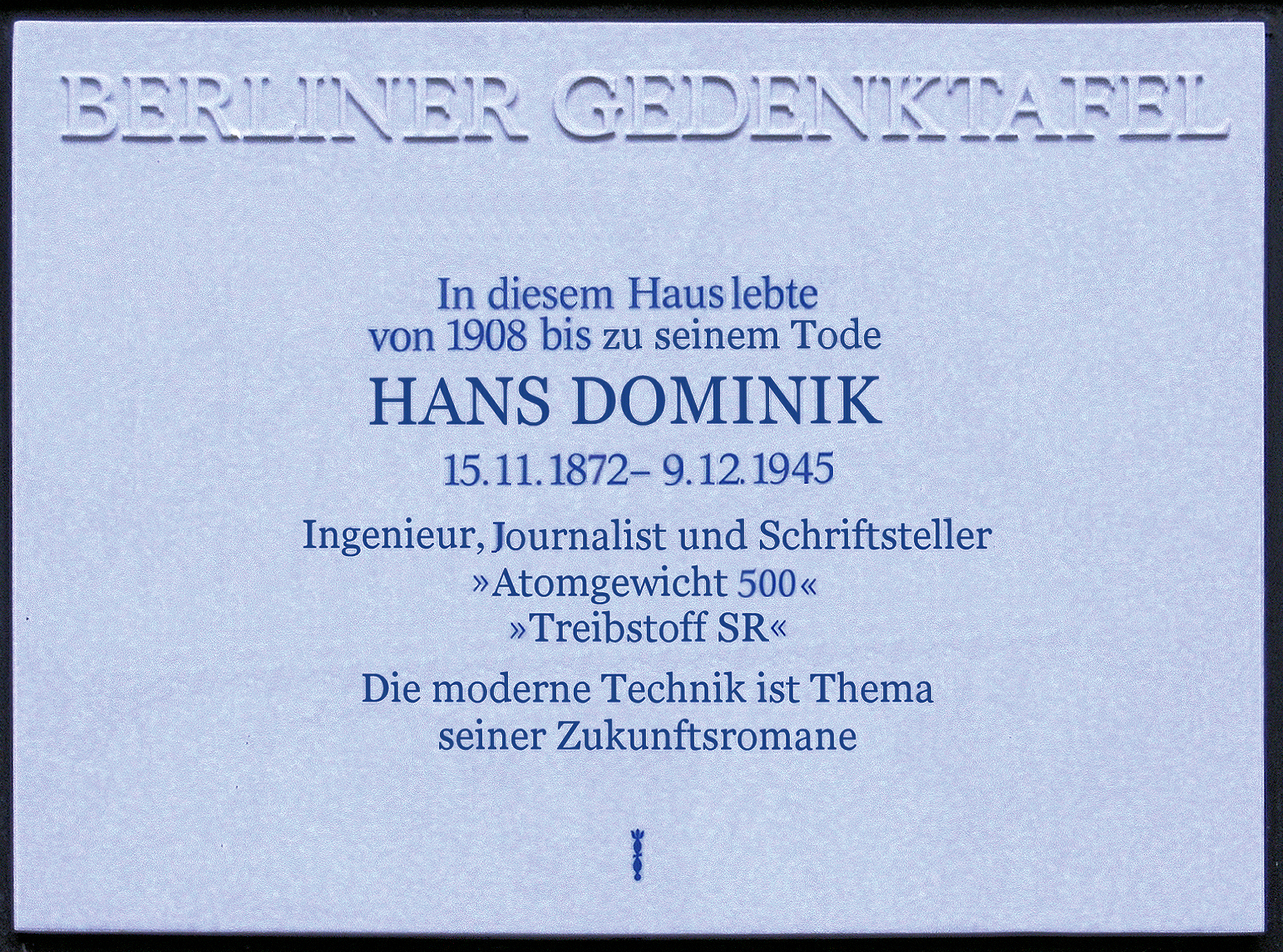
ドーミニクの墓（ベルリン）

ハンス・ヨアヒム・ドミニク（Hans Joachim Dominik、1872年11月15日 - 1945年12月9日）はドイツのSF作家、ノンフィクション作家、科学系ジャーナリスト、電気・機械技術者。戦間期に活動した彼は、ドイツSF史における最大の先駆者の1人である。彼のSF小説は当時のドイツでは人気を誇った。今日でも再版が重ねられている。

## 経歴
彼は1872年にドイツ東部のザクセン州ツヴィッカウで生まれた。父はジャーナリスト兼出版者のフリードリヒ・ヴィルヘルム・エミール・ドミニク。母ヘドヴィヒ・ドミニクは旧姓をミュッゲと言い、作家テオドール・ミュッゲ（Theodor Mügge, 1802-1861）の孫娘であった。
幼年期は主にベルリンで過ごした。ギムナジウム時代には、ドイツSFの祖として著名なクルト・ラスヴィッツ（本業は教師であった）に数学と物理学を学んだ。この出会いは、彼の後の創作活動に大きな影響を与えた。
ベルリン工科大学で機械工学を学ぶが、1894年に父の急病のため学業を中断。電気技術者として働き始める。1900年、シーメンス&ハルスケ社に就職。1901年以降はコピーライター、技術系の著述家としても活動する。ドミニク最初のSF小説（当時の言い方では「未来小説」ないし「ユートピア小説」）は、1907年に児童向け年報誌"Neuen Universum"（新しい宇宙）に掲載された。
1910年にリーゼロッテ・ルンゲ（Lieselotte Runge）という女性と結婚。一児をもうけた。第一次大戦では、ジーメンス&ハルスケ社において特殊な仕事（電信の分野であったという）をしていたため徴兵を免除された。
1912年ごろから19年にかけ、ベルリンの出版社ドゥンカー&フンブロート（Duncker & Humblot）から児童向けというわけでもない小説を刊行するが、あまり売れなかった。第一次大戦後の1918年から20年には短編映画の脚本家として活動。
最初の一般向けSF小説"Die Macht der Drei"（3の力）は1922年に週刊連載の形で発表され、同年中に単行本化された。この作品はドイツの大衆に受け容れられ、成功を修めた。
第二次大戦直後の1945年12月9日、ベルリンにて死去。ドミニクの墓は、ベルリンのツェーレンドルフ墓地にある。

## 作風
ドミニクの1920年代の小説は、当時のドイツの気風とよく合致するものであった。活躍するのは大抵ドイツ人技術者か科学者で、彼らは悪の秘密組織ないし悪の国家と戦うのだった。彼の小説は敗戦で傷ついたドイツ国民の心を癒す願望充足小説であったが、作中でドイツが果たす役割は小さく、むしろほぼ全ての作品が多国の連合を（一部の作品では、統一された民主的な汎ヨーロッパ国家を）主題としていた。
繰り返し現れるモチーフとしては、インド風神秘主義が挙げられる。テレパシー、予言といったトピックも描かれた。

### 人種主義
初期の作品ではヨーロッパ文化と別の文化（アラブ、アフリカ、そして特に「黄禍」中国）の相克、すなわち文明の衝突が論じられた。
これらの人種主義にもかかわらず、ドミニクの作品には「白色人種」の「優越性」というテーマは無く、「未熟な人種を世話する責任」が「白色人種の双肩にかかっている」というのが彼の思想であった。1922 - 23年作品"Die Spur des Dschingis-Khan"（ジンギス・カンの足跡）では、主人公がアメリカの「自由黒人をアフリカに帰す」運動に賛意を唱えている。
後年、東ドイツではドミニクの本は禁書となった。第三帝国もドミニクの"Das stählerne Geheimnis (1934)"（鋼鉄の機密）を1941年に発売禁止にした。

### 女性の描写
ドミニクの作品における女性（そもそも、あまり登場しないが）の描写は、単調かつ平板である。彼が描く女性は「弱く、守るべき存在」か「しっかりしているが、打算的な悪女」かのどちらかである。

## 作品リスト
- Die Macht der Drei. Scherl-Verlag, 1921.
- Die Spur des Dschingis-Khan. Scherl-Verlag, 1922/23.
- Atlantis. Scherl-Verlag 1924/25.
- Der Brand der Cheopspyramide. Scherl-Verlag, 1925/26.
- Das Erbe der Uraniden. Scherl-Verlag, 1926/27.
- König Laurins Mantel (Titel nach dem Zweiten Weltkrieg: Unsichtbare Kräfte). Scherl-Verlag, 1928.
- Kautschuk. Scherl-Verlag 1929/30.
- Befehl aus dem Dunkel. Scherl-Verlag, 1932/33.
- Der Wettflug der Nationen. Prof.-Eggerth-Serie. Teil 1. Verlag Koehler & Amelang, 1932/33.
- Ein Stern fiel vom Himmel. Prof.-Eggerth-Serie. Teil 2. Verlag Koehler & Amelang, 1933.
- Das stählerne Geheimnis. Scherl-Verlag, 1934.
- Atomgewicht 500. Scherl-Verlag, 1934/35.
- Himmelskraft. Scherl-Verlag, 1937.
- Lebensstrahlen. Scherl-Verlag, 1938.
- Land aus Feuer und Wasser. Prof.-Eggerth-Serie. Teil 3. Verlag v. Hase & Koehler, 1939.
- Treibstoff SR. (Titel nach dem Zweiten Weltkrieg: Flug in den Weltenraum oder Fahrt in den Weltraum.). Scherl-Verlag 1939/40.

長編のみ挙げた。他に短編集、ノンフィクション多数。なお日本語訳された著書としては『わたしたちの物理学』（小川超訳、白水社、1965年）がある。

## 参考資料
- William B. Fischer: The Empire strikes out. Kurd Lasswitz, Hans Dominik, and the development of German science fiction. Bowling Green State University Popular Press, Bowling Green/Ohio 1984, ISBN 0-87972-257-6